# Dahongshan Shuiku
Dahongshan Shuiku är en reservoar i Kina. Den ligger i provinsen Hubei, i den centrala delen av landet, omkring 170 kilometer nordväst om provinshuvudstaden Wuhan. I omgivningarna runt Dahongshan Shuiku växer i huvudsak blandskog.
Genomsnittlig årsnederbörd är 1 050 millimeter. Den regnigaste månaden är augusti, med i genomsnitt 179 mm nederbörd, och den torraste är december, med 19 mm nederbörd.